# Czas uniksowy
Czas uniksowy, czas POSIX (ang. Unix time, POSIX time) – system reprezentacji czasu mierzący liczbę sekund od początku 1970 roku UTC, czyli od chwili zwanej początkiem epoki Uniksa (ang. Unix Epoch). Nie uwzględnia sekund przestępnych, zatem rzeczywista liczba sekund, jakie upłynęły od początku epoki Uniksa, jest większa o liczbę sekund przestępnych.
W systemie operacyjnym Unix i pochodnych czas jest przedstawiany jako 32-bitowa liczba sekund, które upłynęły od 1 stycznia 1970. Daną tę interpretuje się jako liczbę ze znakiem (ang. signed integer), w której wartości ujemne nie są wykorzystywane, dlatego dostępny przedział czasu wynosi 231–1 sekund, co daje wartość równą 2 147 483 647. Tym samym systemy uniksowe i funkcje oparte na tym formacie były odporne na tzw. problem roku 2000: 32-bitowy Unix time wyczerpie się 19 stycznia 2038 o godz. 03:14:07 UTC – wtedy pojawi się problem roku 2038. 
Pierwsze 109 sekund od początku epoki Uniksa upłynęło 9 września 2001, godz. 01:46:40 GMT. Chwilę tę nazwano „Unix billennium”. Niektóre strony internetowe umożliwiają śledzenie czasu uniksowego na bieżąco.